# Carl Klein (Jurist)
Carl Joseph Klein (* 11. September 1810 in Büdesheim im Main-Kinzig-Kreis; † 8. Februar 1864 in Alzey) war ein deutscher Jurist und Mitglied der Ersten Kammer der Landstände des Großherzogtums Hessen.

## Leben
Carl Joseph Klein war ein Sohn des Gutsbesitzers Heinrich Josef Klein und absolvierte ein Studium der Rechtswissenschaften an der Justus-Liebig-Universität Gießen und der Ruprecht-Karls-Universität Heidelberg. Er wurde 1833 Akzessist in der Kanzlei des Kreisgerichts Alzey. Von 1841 bis 1864 war er als Advokat in Alzey tätig.
1850 wurde er Mitglied der Ersten Kammer des Landtags des Großherzogtums Hessen, gewählt für den Wahlkreis 21 (Bingen und Ober-Ingelheim).